# 黃增賁
黃增賁（越南语：／；1881年—1939年），號東江，越南近代作家。

## 生平
黃增賁是河東省懷德府慈廉縣東鄂社（今屬河內市北慈廉郡東鄂社東鄂村）人，嗣德三十四年（1881年）出生，高祖父是三甲黃文署，曾祖父是大臣黃濟美，祖父是三甲黃相協。
成泰十八年（1906年），黃增賁參加河南場鄉試，考中舉人。次年（1907年），他參與成立東京義塾，與阮權等一起宣傳、演說、編纂教科書，宣揚維新主義，鼓勵知識份子參加東遊運動。
維新二年（1908年），河內發生投毒事件，殖民政府因此強行關閉東京義塾，黃增賁也被逮捕了一段時間。維新四年（1910年），黃增賁會試中格，庭試考中副榜。但他沒有選擇出仕做官，而是創辦《中北新聞》，繼續宣揚自己的愛國理念。
保大十四年（1939年），黃增賁在河內去世。

## 家庭
黃增賁的妻子高氏荃是大學士高春育第四女，兩人育有4子，次子黃明鑑曾任越南民主共和國外交部長。